# マリオ&ルイージRPGシリーズ
マリオ&ルイージRPGシリーズ（マリオアンドルイージアールピージーシリーズ）は、任天堂発売のマリオシリーズのキャラクターであるマリオとルイージを主人公に据えたブラザーアクションRPG。開発元は「3DX」までがアルファドリームで、「ブラザーシップ!」からはアクワイア。
欧米版ではRPGの付かない「Mario & Luigi」がシリーズ名になっている。

## 概要
スーパーファミコン用ソフトとして発売された『スーパーマリオRPG』の系譜をたどり、『マリオストーリー』から派生した『ペーパーマリオシリーズ』と共に分岐し発足した、｢マリオシリーズ｣を扱うRPGシリーズ。全て携帯型ゲーム機向け作品で、公称ジャンルは「ブラザーアクションRPG」となっている。『スーパーマリオRPG』の開発元であったスクウェアから独立した社員により設立されたアルファドリームが『3DX』まで開発を担当し、『ブラザーシップ!』からはアクワイアが担当している。また、現在はフリーとなっている劇伴の下村陽子をはじめ、『スーパーマリオRPG』の開発陣を主として開発される。シリーズ第1作発売の前年度に、同じアルファドリームの開発で任天堂から発売されたRPG『トマトアドベンチャー』とは、ゲームシステムやシナリオ面などにおいて一部似通った部分が散見される。
全シリーズを通したゲームプロットは、マリオとルイージが協力して謎を解きながら物語を進めるというものである。フィールドにおいてはもちろん、戦闘においてもブラザーアクションなる本作特有のコマンドが用意されており、これがストーリーの鍵を握る。本筋となるスーパーマリオシリーズの他、『ドンキーコング』や『ドクターマリオ』等の派生作品の設定やキャラクターを存分に取り入れている。またルイージが｢永遠の二番手｣として粗雑な扱いを受けるシーンや、ピーチ姫がクッパに誘拐されるといったシリーズでお馴染みの設定などを一種のマンネリネタとして扱うなど、『スーパーマリオRPG』から続く独自のギャグ的な路線を築いている。
『1』の時点で基本システムは大成しており、『4』を除き、続編作品の操作性は『1』のマリオとルイージの操作にプラスアルファした内容となっている。『2』ではマリオとルイージに合わせベビィマリオとベビィルイージの4人が、『3』ではクッパ、『MIX』ではペーパーマリオを合わせた3人が操作可能である。
シリーズの作品舞台は従来の｢キノコ王国｣だけでなく、｢マメーリア王国｣や｢マクラノ島｣など本シリーズで初登場となる地域も存在する。当シリーズ内でのみ作品を跨いで登場するオリジナルの登場人物も多数存在する。ゲラコビッツ、パーニョ、ノコディ、イエロースター(チッピー)などがそれに当てはまる。ベビィピーチなど、本作で初登場して他のマリオシリーズにも登場するようになったキャラクターもいる。

## シリーズ一覧
| 2003 | マリオ&ルイージRPG                         |
| 2004 |                                            |
| 2005 | マリオ&ルイージRPG2×2                      |
| 2006 |                                            |
| 2007 |                                            |
| 2008 |                                            |
| 2009 | マリオ&ルイージRPG3!!!                     |
| 2010 |                                            |
| 2011 |                                            |
| 2012 |                                            |
| 2013 | マリオ&ルイージRPG4 ドリームアドベンチャー |
| 2014 |                                            |
| 2015 | マリオ&ルイージRPG ペーパーマリオMIX       |
| 2016 |                                            |
| 2017 | マリオ&ルイージRPG1 DX                     |
| 2018 | マリオ&ルイージRPG3 DX                     |
| 2019 |                                            |
| 2020 |                                            |
| 2021 |                                            |
| 2022 |                                            |
| 2023 |                                            |
| 2024 | マリオ&ルイージRPG ブラザーシップ!         |

数値は全て日本国内でのもの。
セーブデータ数は『1』のみ「3」、『2』から『MIX』は（『1』『3』のリメイク含め）「2」、『ブラザーシップ!』は「5+1（オートセーブ分含む）」となっている。
| タイトル                                   | 発売日         | 対応機種               | 備考                                                                                               | 売上本数 | 売上本数 |
| ------------------------------------------ | -------------- | ---------------------- | -------------------------------------------------------------------------------------------------- | -------- | -------- |
| マリオ&ルイージRPG                         | 2003年11月21日 | ゲームボーイアドバンス | ゲームボーイプレーヤーに対応している。                                                             | 45万本   | 215万本  |
| マリオ&ルイージRPG2                        | 2005年12月29日 | ニンテンドーDS         | DS振動カートリッジに対応している。                                                                 | 43万本   | 173万本  |
| マリオ&ルイージRPG3!!!                     | 2009年2月11日  | ニンテンドーDS         | | 72万本   | 456万本  |
| マリオ&ルイージRPG4 ドリームアドベンチャー | 2013年7月18日  | ニンテンドー3DS        | 47万本                                                                                             | 270万本  |          |
| マリオ&ルイージRPG ペーパーマリオMIX       | 2015年12月3日  | ニンテンドー3DS        | amiiboに対応しており、バトルを有利に進められたりする。                                             | 23万本   | 108万本  |
| マリオ&ルイージRPG ブラザーシップ!         | 2024年11月7日  | Nintendo Switch        | 本作から開発元がアクワイアに変更された。また、マリオ・ルイージの声がケビン・アフガニに変更された。 | 31万本   | 197万本  |

### リメイク作品
| タイトル               | 発売日         | 対応機種        | 備考 | 売上本数 | 売上本数 |
| ---------------------- | -------------- | --------------- | --- | -------- | -------- |
| マリオ&ルイージRPG1 DX | 2017年10月5日  | ニンテンドー3DS | 1作目のリメイク。新要素として「クッパ軍団RPG」が追加された。                                                  | 4万本    | 51万本   |
| マリオ&ルイージRPG3 DX | 2018年12月27日 | ニンテンドー3DS | 3作目のリメイク。新要素として「クッパJr.RPG」が追加された。アルファドリームが開発元を担当した最後のタイトル。 | 3.5万本  | -        |

## 登場キャラクター
この項目では2作以上登場したキャラクターのみ記載している。
- 以下、作品タイトルを数字で略記する（第1作は「1」。例外として『ペーパーマリオMIX』は「M」、『ブラザーシップ!』は「B」と表記）。
- 原作に登場せずリメイク版のみに登場する場合は「●」と記載。
- 背景としての登場のみの場合「△」と記載。
- 原作に登場せずリメイク版のみの背景に登場する場合は「▲」と記載。

### 既存キャラクター
| キャラクター名 | 1 | 2 | 3 | 4 | M | B | 備考 |
| -------------- | - | - | - | - | - | - | --- |
| マリオ         | ○ | ○ | ○ | ○ | ○ | ○ | 本作の主人公。第M作では通常のマリオと共に本の世界から来たペーパーマリオがメインキャラクターとして活躍する。 |
| ルイージ       | ○ | ○ | ○ | ○ | ○ | ○ | マリオと同じく本作の主人公。毎回色々とひどい扱いを受けているものの、第4作においては、彼がキーパーソンのキャラとして大活躍する。 |
| ピーチ         | ○ | ○ | ○ | ○ | ○ | ○ | シリーズのヒロイン。 |
| クッパ         | ○ | ○ | ○ | ○ | ○ | ○ | マリオの宿敵。作品により扱いは様々だが、第3作目では主人公の1人としてプレイアブルキャラクターでの登場を果たした。 |
| クッパJr.      | ● | × | ● | ○ | ○ | ○ | 第4作では隠しボスだったが、第M作では本編のストーリーに関わる。第1作から第3作までの原作には登場しないが、リメイク版『1 DX』ではストーリーには関わらないものの「クッパ軍団RPG」にて登場し、リメイク版『3 DX』の「クッパJr.RPG」では主役として登場する。                                   |
| クッパ7人衆    | ○ | × | ● | × | ○ | × | 第1作では最終ダンジョンの中ボスで台詞が無かったが、第M作では本編のストーリーに関わる。第1作のリメイク版『1 DX』では現行の設定に準じた姿になり、台詞も追加されている他、「クッパ軍団RPG」の方でも登場する。第3作の原作には登場しないが、リメイク版『3 DX』の「クッパJr.RPG」に登場する。 |
| キノじい       | ○ | ○ | ○ | ○ | × | × | 第2作では、過去の自分と共にマリオたちにブラザーアクションを伝授する。 |
| オヤ・マー博士 | ○ | ○ | × | × | × | × | 第2作では重要人物。彼の初登場作である『ルイージマンション』に繋がる彼の前日譚が明示された。 |
| ヨッシー       | ○ | ○ | × | ○ | ○ | ○ | 本シリーズでは主にストーリーのイベントで重要となるキャラクター。種族として登場するため1匹のみではない。 |
| キャサリン     | ○ | × | × | × | × | ○ | |
| カメック       | ○ | ○ | ○ | ○ | ○ | ○ | クッパの側近。シリーズによってはザコ敵として登場する。 |
| ハナチャン     | ○ | × | ○ | ○ | ○ | × | 第2作には登場しないが、亜種としてゲナちゃんが登場する。 |
| ボスパックン   | × | ○ | × | × | ○ | × | 第M作ではペーパーボスパックンも登場する。どちらともボスとしての登場である。 |
| トッテン       | × | × | ● | × | ○ | × | 『New スーパーマリオブラザーズU』に登場した、奇妙な泥棒。第3作の原作には登場しないが、リメイク版『3 DX』の「クッパJr.RPG」に登場する。 |
| ほねクッパ     | × | × | ● | × | ○ | × | 第M作では隠しボスとして登場。第3作目の原作には登場しないが、リメイク版の「クッパJr.RPG」に登場する。 |

### シリーズオリジナルキャラクター
| キャラクター名                                       | 1 | 2 | 3 | 4 | M | B | 備考 |
| ---------------------------------------------------- | - | - | - | - | - | - | --- |
| ゲラコビッツ                                         | ○ | ○ | ○ | × | × | × | 第1作で黒幕の側近として初登場。第2作ではキノコ城の下水道でバッジを売っている。第3作では黒幕として登場した。 |
| マメック王子                                         | ○ | △ | × | × | × | △ | マメーリア王国の王子。第2作にはポスターとして、第B作には背景の岩礁として登場する。 |
| パーニョ                                             | ○ | × | × | ○ | × | × | マメーリア王国の怪盗。第4作では久々に再登場したが、第1作ほどはストーリーに関与しない。 |
| クス・ジー                                           | ○ | × | ● | × | × | × | 第3作の原作には登場しないが、リメイク版『3 DX』には、クッパJr.RPGにて登場。 |
| ゲドンコ星人                                         | ▲ | ○ | ○ | △ | × | △ | 第2作で主なエネミーとなるキノコ王国に攻めてきた宇宙人。第3作ではクッパ城に冷凍保存された個体と戦闘することが可能。リメイク版『1 DX』では、ポスターとして、第4作では、ノコディの家の新聞に、第B作には背景の岩礁として登場する。 |
| キノックル                                           | × | ○ | ○ | × | × | × | 眼鏡を掛けた青いキノピオ。第2作ではストーリーに深く関与する。 |
| ノコディ                                             | × | ○ | × | ○ | × | × | 第2作では新聞記者、第4作ではマクラノ島の雑誌を編集している。第2作ではストーリーに深く関与する。 |
| イエロースター                                       | ● | × | ○ | ○ | ○ | ○ | 第3作以降、ストーリーの進行役としてマリオたちに同行する星の精。第1作の原作には登場しないが、リメイク版『1 DX』ではクッパ軍団RPGに登場。                                                                                        |
| ブリロック                                           | × | × | ○ | ○ | × | △ | 第3作で初登場。クッパにアドバイスを行う。第B作には背景の岩礁として登場する。 |
| ブリローズ                                           | × | × | ○ | ○ | × | × | 第3作ではクッパ、第4作ではマリオとユメルイージにマッサージ(ブラザーアクション等)を頼んでくる。 |
| クリッキーとヘイファーとパタボン（エリート3人組）    | ● | × | ○ | ○ | × | × | 第3作で初登場したクッパに仕えるクリボーとヘイホーとパタパタの三人衆。第1作の原作には登場しないが、リメイク版『1 DX』ではクッパ軍団RPGに登場。                                                                                  |
| Dr.コキノ                                            | ● | × | ○ | × | × | × | 第3作で初登場したキノコ王国の医者兼占い師。第1作の原作には登場しないが、リメイク版『1 DX』ではサイコカメックの入れ替わりとして登場。                                                                                           |
| クリボー隊長、ヘイホー隊長、テレサ隊長、ノコノコ隊長 | ● | × | ● | × | × | × | どちらとも原作には登場しないが、リメイク版『1 DX』ではクッパ軍団RPGのリーダーとして登場し、『3 DX』でも登場する。 |
| ネムルーゴ                                           | × | × | × | ○ | × | △ | マクラノ島の守り神。第B作には背景の岩礁として登場する。 |

## サウンドトラック
マリオ＆ルイージRPG サウンドセレクション
クラブニンテンドーの特典で、第1作目から第3作目までの曲が合計33曲収録されているサウンドトラック。同梱の冊子には曲名と作曲者のコメントが書かれている。